# Babu, Hezhou
Babu, även romaniserat Patpo, är ett stadsdistrikt och säte för stadsfullmäktige i Hezhou i den autonoma regionen Guangxi i sydligaste Kina.